# 久間敬一郎
久間 敬一郎（きゅうま けいいちろう、1974年 - ）は、日本のCMディレクター。

## 人物
1998年早稲田大学卒。同年、太陽企画に入社。2006年太陽企画退社、フリーに転身。

## CM
- エステー化学 お部屋の消臭力 「消臭への道」篇 （2005年）
- 明治製菓 きのこの山たけのこの里 「歓喜の雄叫び」篇 （2005年 出演 ナインティナイン）
- 日清食品 日清SPA王 「フィギュアスパ王」篇 （2006年 出演 山田優）
- リクルート リクナビプレミア 「山田悠子の就職活動」篇 （2007年）
- フマキラー フマキラーベープ 「蚊人間の誕生」篇 （2008年）
- 日本コカ・コーラ ファンタゼロレモン 「転校生」篇 （2008年）

ほか

## PV
- オレンジレンジ 「お願い！セニョリータ」 （2005年）

## 主な受賞
- アジア太平洋広告祭 ゴールド
- ACC CMフェスティバル ゴールド
- ACC CMフェスティバル ブロンズ

ほか